# Javier Pastore
Javier Pastore Matías (* 20. června 1989) je argentinský fotbalista, který v současné době hraje v Serie A za klub AS Řím a argentinskou fotbalovou reprezentaci na pozici záložníka.
Do Paris Saint-Germain přestoupil za 42 miliónů € z Palerma. Z Paris Saint-Germain se stěhoval v roce 2018 do AS Řím za 24,7 miliónů €.

## Úspěchy

### Klubové
Paris Saint-Germain
- 5× vítěz Ligue 1 (2012/13, 2013/14, 2014/15, 2015/16, 2017/18)
- 5× vítěz Trophée des champions (2013, 2014[4], 2015, 2016, 2017)
- 5× vítěz Coupe de la Ligue (2013/14, 2014/15, 2015/16, 2016/17, 2017/18)[5][6]

### Individuální
- Nejlepší mladý fotbalista sezony v Serii A : 2010
- Tým roku Ligue 1 podle UNFP – 2014/15[7]

### Externí odkazy

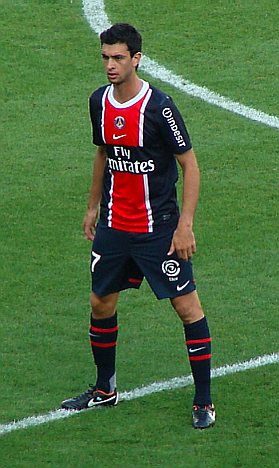
Javier Pastore hrající za Paris Saint-Germain v roce 2011